# Rupert Neve
Rupert Neve (Newton Abbot, 31 de julio de 1926-Wimberley, Texas; 12 de febrero de 2021) fue un ingeniero electrónico y empresario británico, que es especialmente conocido como diseñador de equipos de grabación profesional. Es conocido por su trabajo en la pre-amplificación, ecualizadores, y Mesa de mezclas para estudio de gran tamaño. Muchos de sus productos se consideran clásicos y están muy cotizados por los profesionales de la industria de la grabación. Su éxito provocó que muchas empresas copiaran o sacaran al mercado réplicas basándose en sus productos. A menudo se le acredita como el hombre que invento las mesas de mezclas analógicas de grandes dimensiones. estuvo nominado para recibir un Grammy y se convirtió en un miembro investido del Salón de la Fama de la mezcla en 1989. Fue nombrado hombre del siglo por la revista Sound Studio en 1999, y fue elegido por sus colegas como la personalidad número 1 del siglo XX en audio.

## Biografía
Rupert Neve nació en Inglaterra en 1926. Por el trabajo de su padre (de la Sociedad Bíblica Internacional) pasó gran parte de su infancia y juventud en Buenos Aires Argentina, donde se despierta su inquietud por el audio y la electrónica. 
Con el Radio Amateur Handbook, un puñado de revistas Radio Chasis y las características de las válvulas disponibles, el pequeño Rupert se las ingenió para reparar y luego construir algunos receptores valvulares, primero para sus amigos y después para otras personas. A los diecisiete años se ofreció como voluntario para la marina británica y posteriormente se radicó en Inglaterra, donde continuó su relación con el tema de audio. 
Con un aporte de su madre adquirió una vieja van del ejército estadounidense y la transformó en un sonido móvil con capacidades de grabación. Con él que grabó coros, óperas, e hizo servicios de sonido. En los años 50 trabajó para Rediffusion, todo un pionero en los primeros sistemas de televisión por cable (CATV). Neve dejó la compañía, y formó CQ Audio, una compañía especializada en la fabricación de sistemas de altavoces de alta fidelidad. 
En la década de 1960 diseñó y construyó mesas de mezcla, incluida una para un compositor llamado Desmond Leslie, de Castle Leslie, Irlanda, que aún se encuentra en ese lugar. 
En 1964 construyó una mesa de mezclas con ecualizador basada en transistores para Phillips Record Ltd. Como la demanda de consolas Neve afloró hubo un aumento considerable de fabricación y diseño de equipos de grabación de audio. Neve ha fundado o ha estado involucrado con varias empresas (que se enumeran más abajo). [3]
Rupert Neve murió el 12 de febrero de 2021, debido a neumonía e insuficiencia cardíaca.

## Modelos clásicos

### 5088
Mezclador analógico a 90 V a través de los amp op-cards, transformadores de medida y meticulosamente elaborados de "Clase A", circuito diseñado por el nombre más fiable en audio: La diferencia al escucharla, llama la atención.
La topología del circuito de la 5088 no tiene precedentes. Con transformadores de acoplamiento en cada entrada y salida, (incluso las inserciones!) es muy apreciable el dulce sonido de la música y el aislamiento a prueba de balas, de la mesa, justo lo que se espera de un diseño Rupert Neve. Para la amplificación de la señal y control, se ha diseñado un discreto Preamplificador operacional desarrollado especialmente para el 5088, que eliminan la distorsión de cruce al tiempo que ofrece espacio, para rango dinámico y respuesta de frecuencia.
5088 es la culminación del gran conocimiento de Rupert Neve sobre circuitería analógica. En su primer diseño de mezcla completamente discreto en más de 30 años, el 5088 incorpora y mejora muchos de los mismos conceptos, como por ejemplo una interfaz física, intuitiva, amplificación de gran calidad y completo aislamiento del transformador. A diferencia de muchos de esos clásicos, el mantenimiento no es un duro trabajo, siguiendo las instrucciones adecuadas, haremos uso y cuidado de la mesa.
Sonido sin compromiso
Para mantenerse al día en el negocio de la música debe ser capaz de adaptarse continuamente el entorno para las necesidades actuales. Debido a que el 5088 es completamente modular, tiras de canales y módulos de procesamiento Pórtico como EQ, preamplificación de micrófono y compresión, se pueden agregar o quitar para satisfacer las demandas siempre cambiantes.
Canales de entrada
Más allá de su calidad de sonido excepcional, el canal 5088 está diseñado para manejar con eficacia múltiples fuentes, la creación de máster, grupo y aux mezcla con gran eficiencia. Con 8 Auxiliares, 8 "Grupos", "solo", "Silencio", "Pan", "Aux al grupo", un transformador de acoplamiento de salida directa y automatización, fader motorizado en cada canal, incluso las mezclas más complejas se pueden llevar a cabo.
El canal de entrada estéreo
los canales de entrada estéreo se puede instalar para aumentar el número de canales sin tener que añadir un chasis de expansión. El módulo Stereo tiene, seis Auxiliares estéreo,y los ajustes individuales propios de Neve.
El canal del Grupo
Con 4 pares de retornos de efectos y controles AUX máster, al lado de los faders de 100mm, la sección principal del grupo de mezcla proporciona el medio para controlar 4 mezclas estéreo simultáneas. Los retornos de inserción y retornos de efectos estéreo se puede utilizar como un adicional de 16 entradas para sumar.
El Maestro del monitor
La sección principal del monitor cuenta con 6 selecciones de origen, 3 salidas de altavoz de transformadores acoplados, los controles del oscilador, 2 medidores VU. Al igual que el canal y los módulos del grupo, Botones de aluminio anodizado proporcionan la sensación de solidez y respuesta que se requiere para realizar ajustes precisos

## Las empresas asociadas o afiliadas a Neve

### Neve
Primera empresa Neve era un fabricante de alta gama de consolas de grabación en Inglaterra. Fue operado originalmente fuera de casa Neve, y se mudó a su edificio propio a finales de 1960. Se vendió en 1973 al grupo de empresas Bonochord y Rupert Neve dejó la compañía en 1975. [4]

### AMS Neve
El grupo original de Neve fue vendida a Siemens en 1985. Siemens se fusionó con otra Neve Reino Unido audio consola fabricación AMS (Advanced Systems Música) y formó AMS Neve. Después de la fusión, Siemens cerró la planta de producción de Neve y se trasladó toda la producción a la planta de Burnley AMS. Muchos de los empleados Neve original hecho el cambio a Burnley y seguir trabajando en el AMS Neve. AMS Neve ahora dispones de los derechos de propiedad intelectual a todos los productos diseñados por Rupert Neve en su propiedad del grupo Neve.

### Focusrite
La compañía hizo equipo externo, principalmente procesadores dinámicos y ecualizadores. La empresa fue liquidada en 1989. Sr. Phil Dudderidge, que incorpora una nueva compañía de Focusrite Audio Engineering Ltd, compró los activos de Focusrite Ltd. Todavía vende los productos Focusrite LTD diseñados por Neve. Neve no ha diseñado ningún producto de la marca Focusrite desde que vendió la compañía. Se vendió y nunca más se dio a cabo.

### Amek
Los ingenieros de Neve ayudaron en el diseño de Consolas Amek.

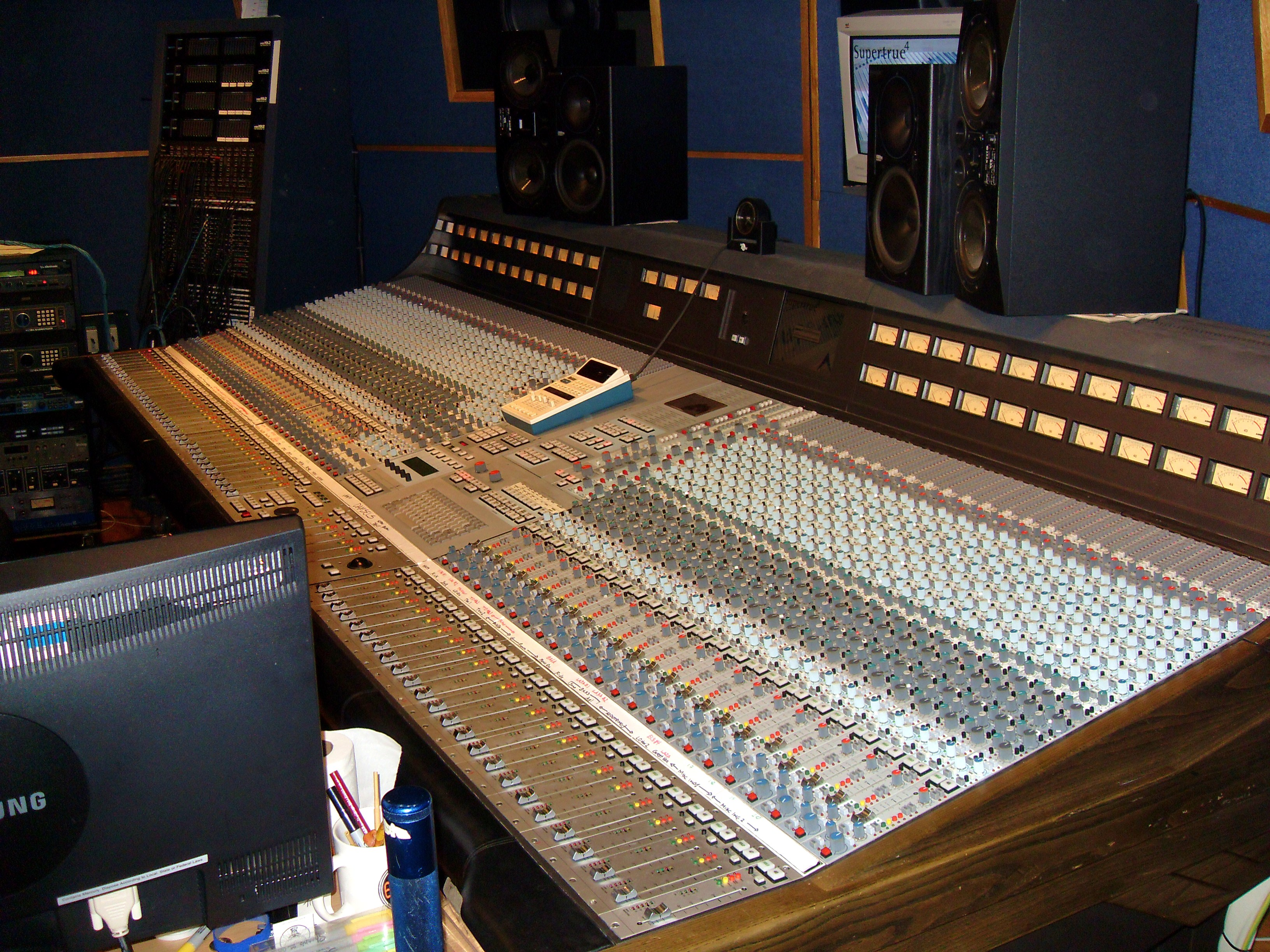
Amek 9098i

### Taylor Guitars
Los ingenieros de Neve ayudaron a diseñar el sistema de pastillas ES para guitarras acústicas Taylor. Rupert también diseñó el preamplificador K4 por Taylor en 2002.

### Audio Legendary
Los ingenieros de Neve diseñaron el cuadro de 2 canales de masterización, conocido como la Obra Maestra.

### Rupert Neve Designs
Los ingenieros de Neve actualmente operan bajo este nombre. Rupert Neve Designs comercializa una pequeña variedad de preamplificadores de micrófonos, ecualizadores y compresores. Rupert Neve Designs también fabrica un mezclador de línea analógico clásico, el 5088.